# Долинська бавовнянопрядильна фабрика
Долинська бавовнянопрядильна фабрика — підприємство бавовняної промисловості у місті Долина Долинського району Івано-Франківської області.

## Історія
Будівництво бавовнорядильної фабрики почалося відповідно до десятого п'ятирічного плану розвитку народного господарства СРСР, у 1980 році було збудовано і 3 січня 1981 року введено в експлуатацію першу чергу підприємства площею 36 тис. м² (40 тис. прядильних веретен) продуктивністю 5,6 млн тонн високоякісної пряжі на рік.
8 листопада 1981 року була введена у експлуатацію друга черга фабрики потужністю 87,7 тис. прядильных веретен.
Робота фабрики проходила у виробничій кооперації з раніше побудованою швейною фабрикою, яка була введена в експлуатацію у 1976 році.
За радянських часів бавовнянопрядильна фабрика була другим (після газопереробного заводу) з найбільших підприємств міста. На балансі фабрики знаходилися об'єкти соціальної інфраструктури — гуртожиток для робітників (перша дев'ятиповерхова будівля у місті), дитячий табір відпочинку «Карпати» та профілакторій «Пролісок».
Після проголошення незалежності України фабрика перейшла у підпорядкування державного комітету легкої та текстильної промисловості України (Держкомлегтекс), пізніше державне підприємство було перетворено на відкрите акціонерне товариство. У травні 1995 року Кабінет Міністрів України включив завод до переліку підприємств, які підлягають приватизації протягом 1995 року.
Надалі, в умовах економічної кризи 1990-х років, перебоями в постачанні сировини (за радянських часів використовувалася бавовна з Середньої Азії) і зростанням обсягів імпорту готового одягу становище підприємства ускладнилося. Тим не менш, фабрика продовжувала випуск пряжі, панчішно-шкарпеткових та швейних виробів, а також меблевої вати.
Станом на 2004 рік фабрика була одним із найбільших підприємств-боржників з податків Івано-Франківської області.
23 вересня 2005 року профілакторій «Пролісок», що знаходився на балансі фабрики, в урочищі Дубровка був проданий .